# 冰墩墩和雪容融

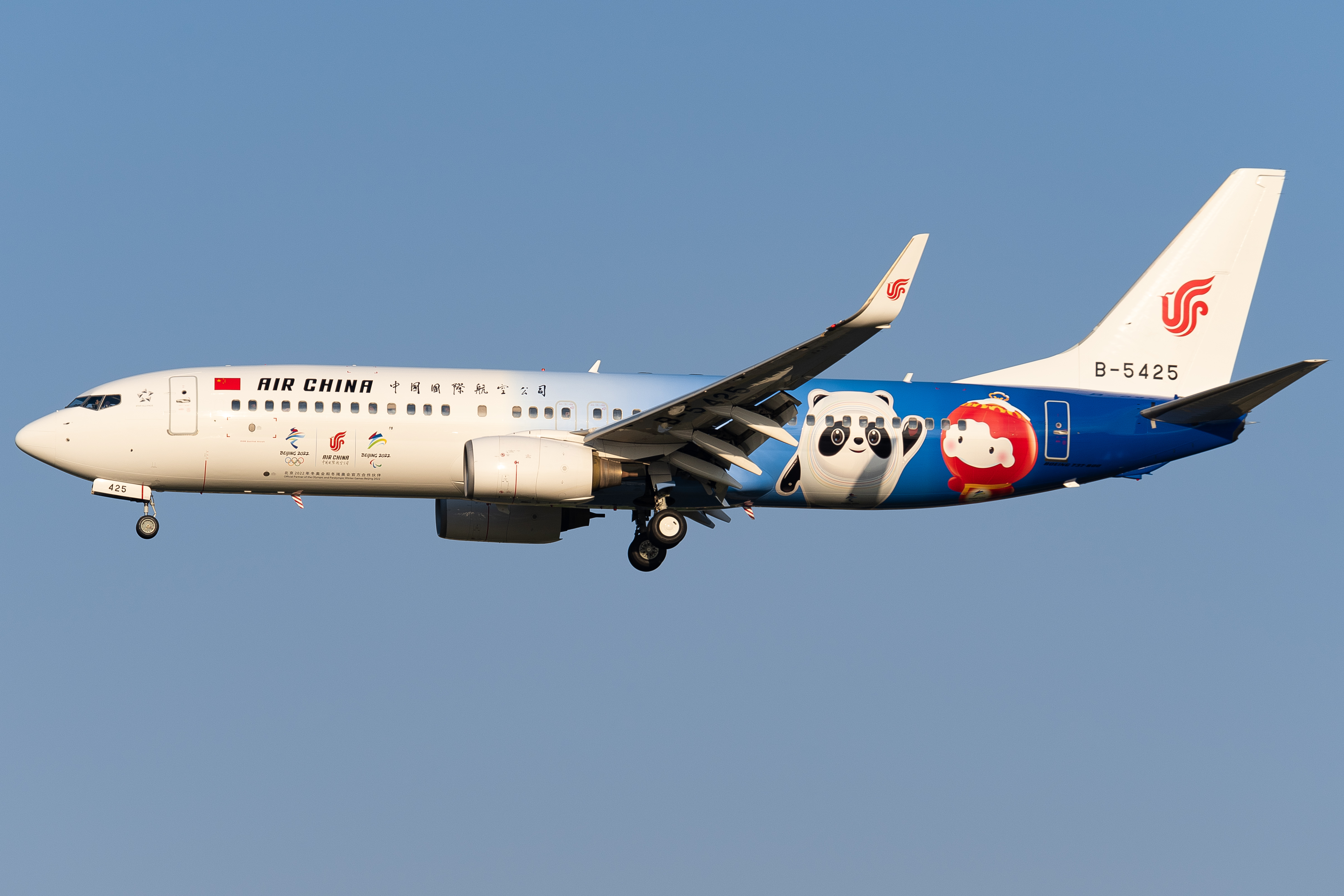
中国国际航空一架波音737-800的机身上绘有冰墩墩和雪容融的形象

冰墩墩和雪容融是2022年在北京市舉行的第24屆冬季奧運會及第13屆冬季帕運會吉祥物，於2019年9月17日公布。

## 设计与象徵
“冰墩墩”设计团队负责人是来自广州美术学院视觉艺术设计学院的曹雪教授。冰墩墩以中国国宝熊猫为原型进行设计，结合熊猫形象与冰晶外壳，体现冰雪运动和现代科技。头部外壳造型来源于冬季运动中常用到的头盔，面部彩色光环的灵感源自于该届冬奥的场馆之一国家速滑馆。左手掌心的红色心形图案，代表主办国中国对来自世界各地的人们的热烈欢迎。
“雪容融”的设计师是吉林艺术学院设计学院视觉传达专业大三本科生姜宇帆。其设计原型为灯笼，主色调为红色。头顶的连续图案由鸽子和天坛组成，寓意和平的同时又突出主办城市北京的特色；并使灯笼作为物件更具有动感和生命力。面部的雪块代表“瑞雪兆丰年”。2018年9月，姜宇帆参加“2022北京冬奥会和冬残奥会”吉祥物全球征集活动。其名为“吉祥如意”的中国结、红灯笼形象在全球6000件作品中脱颖而出，2019年8月21日北京冬残奥组委正式公开宣布确定选用“雪容融”为冬残奥会吉祥物。

### 名称由来
冰墩墩的名称由来：“冰”象征纯洁、坚强，是冬奥会的特点。“墩墩”意喻敦厚、敦实、可爱，契合熊猫的整体形象，象征着冬奥会运动员强壮有力的身体、坚韧不拔的意志和鼓舞人心的奥林匹克精神。
雪容融的名称由来：雪，象征洁白、美丽，是冰雪运动的特点；容，意喻包容、宽容、交流互鉴；融，意喻融合、温暖，相知相融。容融，表达了世界文明交流互鉴、和谐发展的理念，体现了通过残奥运动创造一个更加包容的世界和构建人类命运共同体的美好愿景。

## 生產商
此次有三家企業成為北京冬奥会冰墩墩和雪容融毛绒玩具特许生产商，分别为北京元隆雅图文化传播股份有限公司、晋江恒盛玩具有限公司和南通金凤凰工艺玩具制造有限公司。

## 評價

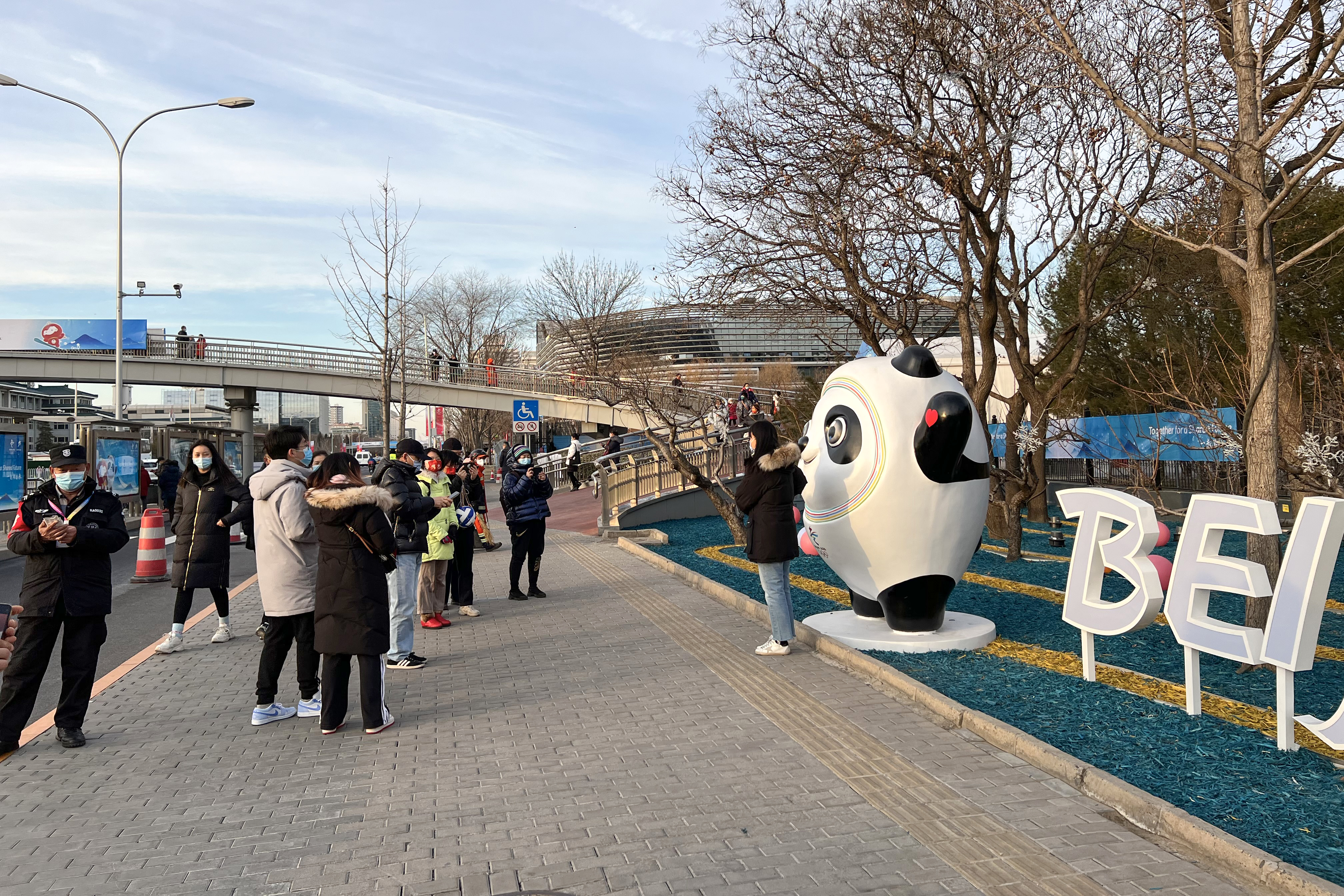
首都体育馆西门外，北京市民与冰墩墩争相合影（2022年2月6日摄）

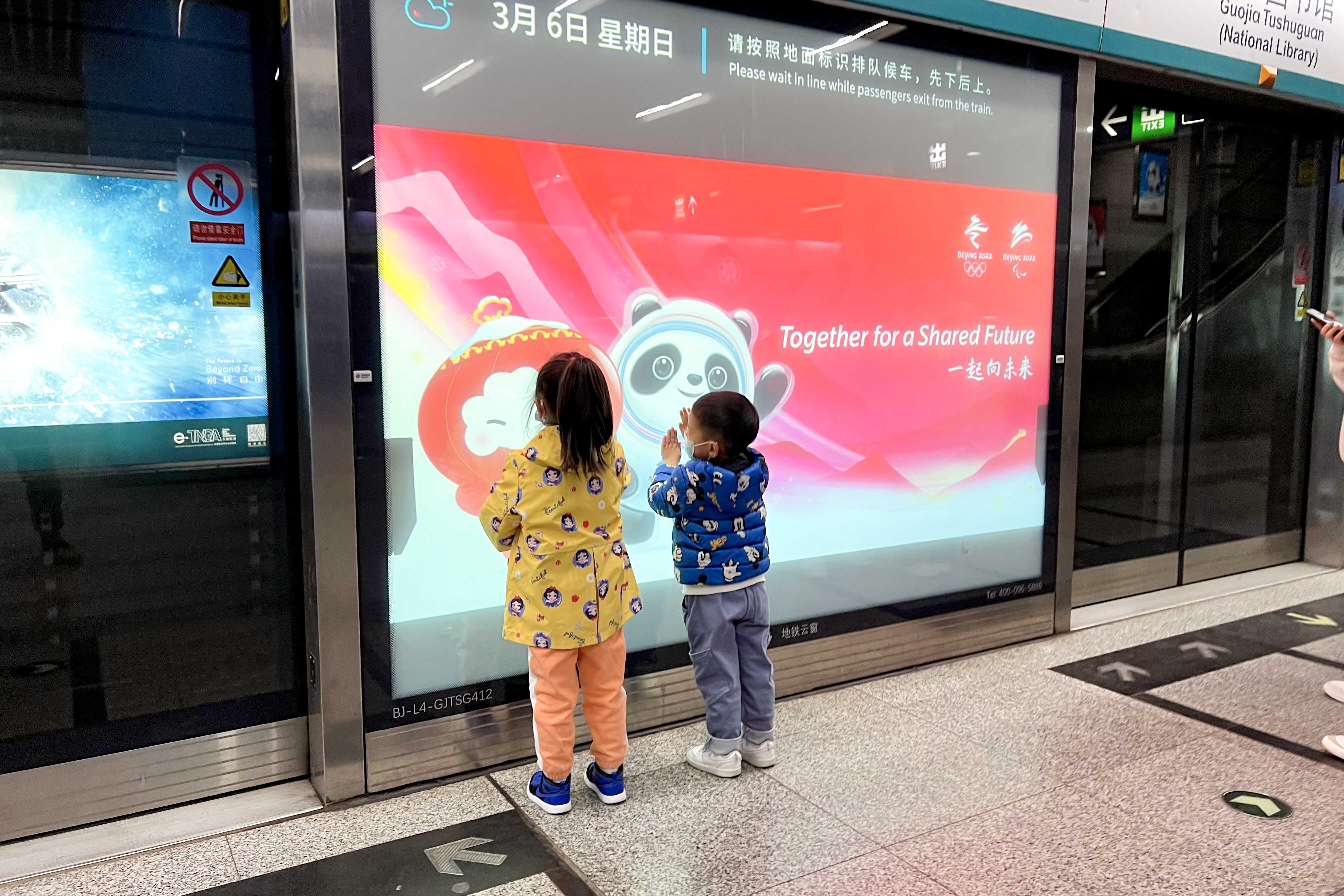
两名儿童在国家图书馆站与屏蔽门广告屏上的冰墩墩和雪容融互动（2022年3月6日摄）

伴随着冬奥会开幕式拉开帷幕，冬奥会的吉祥物冰墩墩开始受到欢迎。冰墩墩手办、徽章、钥匙扣等周边产品变得抢手，出现大面积缺货的情况，北京冬奥组委就此表示正协调加大供应，更多次表示相关特许商品将至少销售至2022年6月底。
2022年2月9日，美国冬奥代表团在其官方TikTok账号发布的一段视频中，配文称“现在这是一个冰墩墩铁杆粉丝账号”。

## 事件

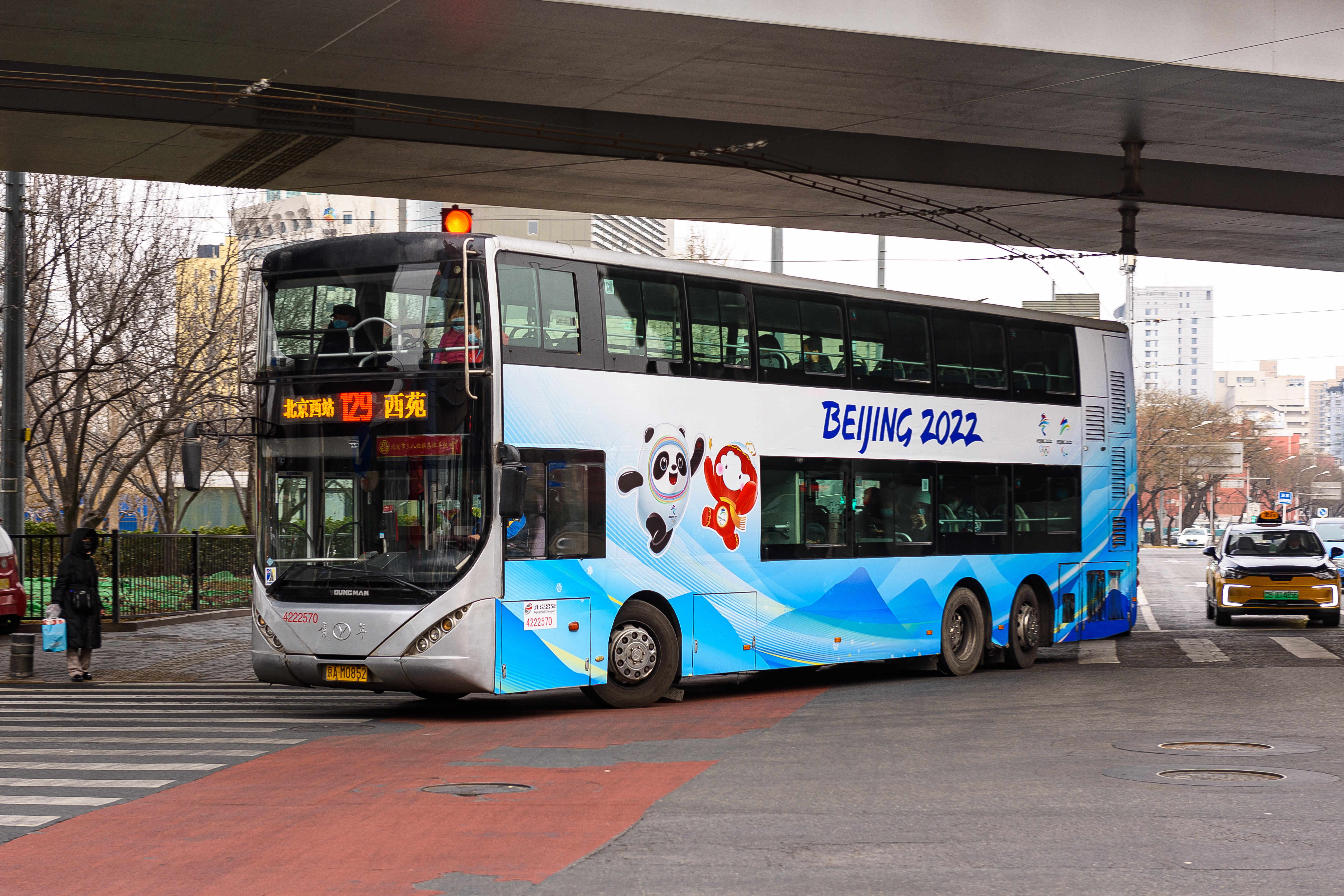
北京公交一辆JNP6130GSC型双层客车车身上的冬奥会车身广告，梯位绘制有冰墩墩和雪容融

2022年2月初，日本电视台播音员辻冈义堂因种种喜爱冰墩墩的行为（比如在直播连线中向日本方面展示身上的六个冰墩墩徽章、购买冰墩墩相关商品、将冰墩墩相关商品寄回东京、积极与冰墩墩皮套人偶互动、自称“义墩墩”等）而被媒体广泛报道，迅速在中国大陆成为热门话题，同时也带动了冰墩墩的讨论。辻冈义堂本人也一时之间成为北京冬奥名人，甚至还接受了中国媒体采访。
2022年2月5日，摩纳哥元首阿尔贝二世亲王在人民大会堂参加多边外交活动时曾向招待人员要求捏两个冰墩墩，因为“我家里有双胞胎”。2月6日下午，中国国家主席习近平在人民大会堂会见阿尔贝二世时表示“我听说这次准备回去给孩子带一个冰墩墩，这冰墩墩得是（给）双胞胎，得有两个。你选一对你心爱的冰墩墩带回去，带给你的孩子，向他们致以祝福，让他们今后也能够对冰雪运动感兴趣，正如你一样，成为这方面的健将”（阿尔贝二世亲王曾代表摩纳哥五次参加冬季奥运会雪车比赛）。阿尔贝二世以中文“谢谢”道谢。
2022年2月8日，央视记者在冬奥相关节目中扮演冰墩墩与运动员聊天互动。该片段引发部分网民不满，而根据国际奥委会的规则，吉祥物不能有性别的差异。北京2022年冬奥会官方抖音号就此争议回复网友时表示“那是假的”。
北京冬奥会开幕后，有一些不法分子高价倒卖冰墩墩周边商品以此牟利。2022年2月8日，北京市东城区警方发布情况通报，3名违法行为人因高价倒卖冰墩墩周边商品非法牟利被处以行政处罚。也有不法分子以代购冰墩墩的名义制造骗局。另外有一些商家推出了以冰墩墩为形象的包子、蛋糕、美甲、发型、咖啡拉花等商品和服务，但这些商品和服务并未取得北京奥组委或是国际奥委会许可，属于侵权行为。同年2月14日，国家市场监督管理总局执法稽查局副局长王松林在新闻发布会上表示，北京市近期快侦、快诉、快判一起制售盗版冰墩墩、雪容融玩偶案，犯罪嫌疑人任某被判处有期徒刑一年、并处罚金4万元人民币，成为中国大陆首例侵犯冰墩墩、雪容融形象著作权刑事案件。
与其它奥运会吉祥物不同，在2022年12月31日成为国际奥委会名下的奥林匹克历史知识产权后，中国奥委会再获授权，并持续推出相关周边商品至今。